# أونور تونا
اونور تونا (بتركي: Onur Tuna) (مواليد 2 يوليو 1985) ممثل تركي ولد في محافظة جنق قلعة تركيا. درس الموسيقى والصوت في الكونسرفتوار في جامعة إيجة في أزمير. ظهر لأول مرة على الشاشات التركية في مسلسل حياة عام 2011، وفي عام 2014 ظهر في مسلسل فيلينتا في دور "مصطفى"، كما شارك في مسلسل القلب شجاع، وتتواصل الحياة، وشارع السلام في دور "علي (2018)، ومسلسل "التفاحة الممنوعة" في دور "اليهان" (2019)، ومسلسل الطبيب المعجزة في دور "فرمان"، وفي عام 2021 ظهر في مسلسل السجين في دور "فرات".